# Las Virginias (ort i Mexiko, Janos, lat 30,97, long -108,65)
Las Virginias är en ort i Mexiko. Den ligger i kommunen Janos och delstaten Chihuahua, i den nordvästra delen av landet, 1 600 km nordväst om huvudstaden Mexico City. Las Virginias ligger 1 401 meter över havet och antalet invånare är 128.
Terrängen runt Las Virginias är huvudsakligen platt, men åt nordost är den kuperad. Trakten runt Las Virginias är nära nog obefolkad, med mindre än två invånare per kvadratkilometer. Närmaste större samhälle är Las Virginias (Campo Cuatro) , 6,0 km söder om Las Virginias. Omgivningarna runt Las Virginias är i huvudsak ett öppet busklandskap.